# Lunds naturvetenskapliga och tekniska högskola
Lunds naturvetenskapliga och tekniska högskola (LNTH) var under åren 1984–1990 en organisatorisk enhet inom Lunds universitet.
Lunds naturvetenskapliga och tekniska högskola omfattade universitetets matematisk-naturvetenskapliga och tekniska fakulteter, den senare även benämnd Lunds tekniska högskola, och hade en egen styrelse och rektor. Man diskuterade även ett förslag om att bryta ur Lunds naturvetenskapliga och tekniska högskola från universitetet och bilda en självständig högskola, men detta kom ej ett genomföras på grund av protester från naturvetarna.

## Rektorer
- 1984–1987 Ove Pettersson[2]
- 1987–1990 Bertil Törnell